# Lista de conquistas de Thomaz Bellucci
Esta é uma lista com todas as conquistas de Thomaz Bellucci em sua carreira no tênis.

## Finais de ATP

### Simples: 8 (4-4)

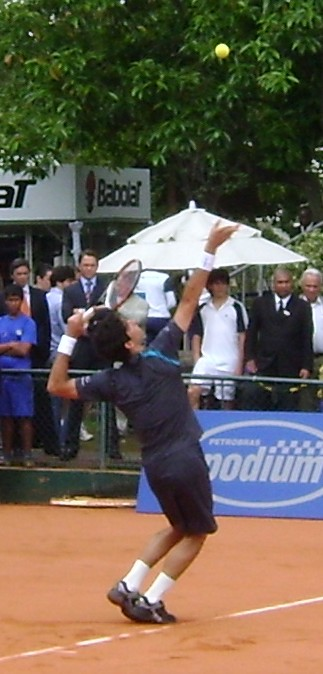
Bellucci sacando, em outubro de 2009

| Legenda                     |
| Grand Slam (0-0)            |
| ATP World Tour Finals (0-0) |
| ATP Masters 1000 (0-0)      |
| ATP 500 (0-0)               |
| ATP 250 (4-4)               |

| Títulos por Superfície |
| Dura (0-2)             |
| Grama (0-0)            |
| Saibro (4-2)           |
| Carpete (0-0)          |

| Resultado | No. | Data                   | Torneio                            | Superfície    | Adversário         | Placar              |
| --------- | --- | ---------------------- | ---------------------------------- | ------------- | ------------------ | ------------------- |
| Finalista | 1.  | 1 de fevereiro de 2009 | Costa do Sauípe, Brasil            | Saibro        | Tommy Robredo      | 3-6, 6-3, 4-6       |
| Vencedor  | 1.  | 2 de agosto de 2009    | Gstaad, Suíça                      | Saibro        | Andreas Beck       | 6-4, 7-6(7–2)       |
| Vencedor  | 2.  | 8 de fevereiro de 2010 | Santiago, Chile                    | Saibro        | Juan Mónaco        | 6-2, 0-6, 6-4       |
| Vencedor  | 3.  | 22 de julho de 2012    | Gstaad, Suíça                      | Saibro        | Janko Tipsarević   | 6-7(6–8), 6-4, 6-2  |
| Finalista | 2.  | 21 de outubro de 2012  | Moscou, Rússia                     | Dura (Indoor) | Andreas Seppi      | 6-3, 6-7 (3–7), 3-6 |
| Vencedor  | 4.  | 23 de maio de 2015     | Genebra, Suíça                     | Saibro        | João Sousa         | 7-6(7-4), 6-4       |
| Finalista | 3.  | 7 de fevereiro de 2016 | Quito, Equador                     | Saibro        | V. Estrella Burgos | 6-4, 6-7(5-7), 2-6  |
| Finalista | 4.  | 16 de abril de 2017    | Houston, Estados Unidos da América | Saibro        | Steve Johnson      | 4-6, 6-4, 6-7(5-7)  |

### Duplas: 2 (1-1)
| Legenda                     |
| Grand Slam (0-0)            |
| ATP World Tour Finals (0-0) |
| ATP Masters 1000 (0-0)      |
| ATP 500 (0-0)               |
| ATP 250 (1-1)               |

| Títulos por Superfície |
| Dura (0-0)             |
| Grama (0-0)            |
| Saibro (1-1)           |
| Carpete (0-0)          |

| Resultado | No. | Data                   | Torneio             | Superfície | Parceiro          | Oponentes na final                  | Placar           |
| Vencedor  | 1.  | 14 de julho de 2013    | Stuttgart, Alemanha | Saibro     | Facundo Bagnis    | Tomasz Bednarek Mateusz Kowalczyk   | 2–6, 6–4, [11–9] |
| Finalista | 1.  | 6 de fevereiro de 2016 | Quito, Equador      | Saibro     | Marcelo Demoliner | Pablo Carreño Busta Guillermo Durán | 5-7, 4-6         |

## Finais de Challenger

### Simples: 14 (9-5)
| Legenda                   |
| ------------------------- |
| ATP Challenger Tour (9–5) |

| Resultado | No. | Data                    | Torneio                                   | Superfície | Adversario               | Placar         |
| --------- | --- | ----------------------- | ----------------------------------------- | ---------- | ------------------------ | -------------- |
| Finalista | 1.  | 15 de julho de 2007     | Seguros Bolivar Open Bogotá, Colômbia     | Saibro     | Carlos Salamanca         | 6–4, 3–6, 2–6  |
| Finalista | 2.  | 22 de julho de 2007     | Challenger ATP de Cuenca, Equador         | Saibro     | Leonardo Mayer           | 3–6, 2–6       |
| Vencedor  | 1.  | 25 de fevereiro de 2008 | Cachantún Cup (ATP), Chile                | Saibro     | Eduardo Schwank          | 6-4, 7-6(7–3)  |
| Vencedor  | 2.  | 14 de abril de 2008     | Aberto de Tênis de Santa Catarina, Brasil | Saibro     | Franco Ferreiro          | 4-6, 6-4, 6,2  |
| Vencedor  | 3.  | 28 de abril de 2008     | Tunis Open, Tunísia                       | Saibro     | Dušan Vemić              | 6-2, 6-4       |
| Vencedor  | 4.  | 5 de maio de 2008       | Marrocos Tennis Tour – Rabat, Marrocos    | Saibro     | Martín Vassallo Argüello | 6-2, 6-2       |
| Vencedor  | 5.  | 13 de julho de 2009     | Riviera di Rimini Challenger, Itália      | Saibro     | Juan Pablo Brzezicki     | 3-6, 6-3, 6-1  |
| Vencedor  | 6.  | 1 de novembro de 2009   | Copa Petrobras São Paulo, Brasil          | Saibro     | Nicolas Lapentti         | 6-4, 6-4       |
| Finalista | 3.  | 30 de outubro de 2010   | Copa Petrobras São Paulo, Brasil          | Saibro     | Marcos Daniel            | 1–6, 6–3, 3–6  |
| Vencedor  | 7.  | 9 de julho de 2012      | Challenger de Braunschweig, Alemanha      | Saibro     | Tobias Kamke             | 7-6 (7–4), 6-3 |
| Vencedor  | 8.  | 3 de novembro de 2013   | Copa Petrobras Montevideo, Uruguai        | Saibro     | Diego Schwartzman        | 6-4, 6-4       |
| Finalista | 4.  | 10 de novembro de 2013  | Seguros Bolivar Open Bogotá, Colômbia     | Saibro     | Victor Estrella Burgos   | 2–6, 0–3 ret.  |
| Finalista | 5.  | 28 de setembro de 2014  | Open d'Orléans, França                    | Dura       | Sergiy Stakhovsky        | 2–6, 5–7       |
| Vencedor  | 9.  | 9 de julho de 2016      | Challenger de Braunschweig, Alemanha      | Saibro     | Iñigo Cervantes          | 6–1, 1–6, 6–3  |

### Duplas: 6 (3-3)
| Legenda                   |
| ------------------------- |
| ATP Challenger Tour (3–3) |

| Resultado | No. | Data                   | Torneio                                   | Superfície | Parceiro              | Adversários                         | Placar           |
| --------- | --- | ---------------------- | ----------------------------------------- | ---------- | --------------------- | ----------------------------------- | ---------------- |
| Vencedor  | 1.  | 15 de outubro de 2007  | Copa Petrobras Bogotá, Colômbia           | Saibro     | Bruno Soares          | Marcel Granollers Santiago Ventura  | 6–4, 4–6, [11-9] |
| Finalista | 1.  | 3 de março de 2008     | Bancolombia Open, Colômbia                | Saibro     | Bruno Soares          | Ramón Delgado Brian Dabul           | 6–7 (5–7), 4-6   |
| Finalista | 2.  | 14 de abril de 2008    | Aberto de Tênis de Santa Catarina, Brasil | Saibro     | Bruno Soares          | Adrián García Leonardo Mayer        | 2-6, 0-6         |
| Vencedor  | 2.  | 28 de abril de 2008    | Tunis Open, Tunísia                       | Saibro     | Bruno Soares          | Jean-Claude Scherrer Nicolas Tourte | 6-3, 6-4         |
| Finalista | 3.  | 30 de outubro de 2008  | Copa Petrobras Buenos Aires, Argentina    | Saibro     | Rubén Ramírez Hidalgo | Máximo González Sebastián Prieto    | 5-7, 3-6         |
| Vencedor  | 3.  | 28 de setembro de 2014 | Open d'Orléans, França                    | Saibro     | André Sá              | James Cerretani Andreas Siljeström  | 5-7, 6-4, [10-8] |

## Finais de Futures

### Simples: 3 (1-2)
| Legenda           |
| ----------------- |
| ITF Futures (1-2) |

| Resultado | No. | Data                  | Torneio           | Superfície | Adversario        | Placar   |
| --------- | --- | --------------------- | ----------------- | ---------- | ----------------- | -------- |
| Finalista | 1.  | 4 de setembro de 2006 | Fortaleza, Brasil | Saibro     | Ricardo Hocevar   | 1–6, 4–6 |
| Finalista | 2.  | 6 de novembro de 2006 | Guarulhos, Brasil | Saibro     | Juan-Pablo Villar | 2–6, 4–6 |
| Vencedor  | 1.  | 27 de maio de 2007    | Sorocaba, Brasil  | Saibro     | Leonardo Kirche   | 6-4, 7-5 |

### Duplas: 7 (2-5)
| Legenda           |
| ----------------- |
| ITF Futures (2-5) |

| Resultado | No. | Data                   | Torneio               | Superfície | Parceiro            | Adversários                         | Placar         |
| --------- | --- | ---------------------- | --------------------- | ---------- | ------------------- | ----------------------------------- | -------------- |
| Vencedor  | 1.  | 8 de novembro de 2004  | Santos, Brasil        | Saibro     | Thiago Alves        | Pablo Cuevas Agustin Tarantino      | 6–3, 3–6, 6-4  |
| Finalista | 1.  | 15 de novembro de 2004 | Brasília, Brasil      | Saibro     | Thiago Alves        | Marcelo Melo Antonio Prieto         | 3-6, 6-3, 3-6  |
| Finalista | 2.  | 31 de outubro de 2005  | Santiago, Chile       | Saibro     | Filip Urban         | Emiliano Redondi Patricio Rudi      | 6-7 (1–7), 3-6 |
| Finalista | 3.  | 22 de maio de 2006     | Florianópolis, Brasil | Saibro     | Rogério Dutra Silva | Franco Ferreiro Martin Vilarrubi    | 4-6, 4-6       |
| Finalista | 4.  | 12 de julho de 2006    | Sorocaba, Brasil      | Saibro     | Carlos Avellan      | Franco Ferreiro Rogério Dutra Silva | 6-7 (3–7), 4-6 |
| Vencedor  | 2.  | 21 de agosto de 2006   | Florianópolis, Brasil | Saibro     | Daniel Dutra Silva  | Carlos Cirne Lima Renato Silveira   | 6-4, 6-1       |
| Finalista | 5.  | 21 de maio de 2007     | Sorocaba, Brasil      | Saibro     | Caio Burjaili       | André Miele João Souza              | 6-2, 2-6, 2-6  |

## Performance em torneios de Simples
- Para evitar confusões e contagem dupla, essa tabela é posta em dia somente após o final de um torneio ou da participação do jogador no torneio.

| Grand Slam              |     |     |     |     |     |     |     |     |     |  |  |  |       |
| Aberto da Austrália     | A   | 1R  | 2R  | 2R  | 2R  | 1R  | 2R  | 1R  | 2R  |  |  |  | 0     |
| Roland-Garros           | 1R  | 1R  | 4R  | 3R  | 1R  | A   | 2R  | 2R  |     |  |  |  | 0     |
| Wimbledon               | 2R  | A   | 3R  | 1R  | 1R  | A   | Q1  | 1R  |     |  |  |  | 0     |
| U.S. Open               | 2R  | 2R  | 2R  | 1R  | 1R  | 1R  | 2R  | 3R  |     |  |  |  | 0     |
| Vitórias-Derrotas       | 2-3 | 1-3 | 7-4 | 3-4 | 1-4 | 0-2 | 3-3 | 3-4 | 1-1 |  |  |  | 21-28 |
| ATP Masters 1000        |     |     |     |     |     |     |     |     |     |  |  |  |       |
| Indian Wells Masters    | A   | 2R  | 3R  | 3R  | 4R  | 1R  | A   | 1R  |     |  |  |  | 0     |
| Miami Masters           | A   | 1R  | 4R  | 2R  | 1R  | 3R  | Q1  | 3R  |     |  |  |  | 0     |
| Monte Carlo Masters     | A   | Q1  | 1R  | 1R  | 3R  | 1R  | Q1  | A   |     |  |  |  | 0     |
| Rome Masters            | A   | 1R  | 3R  | 1R  | 1R  | A   | A   | 3R  |     |  |  |  | 0     |
| Madrid Masters          | A   | A   | 2R  | SF  | 1R  | A   | Q2  | 2R  |     |  |  |  | 0     |
| Canada Masters          | 1R  | A   | 1R  | 2R  | A   | 1R  | A   | 2R  |     |  |  |  | 0     |
| Cincinnati Masters      | 1R  | A   | 2R  | 1R  | A   | 1R  | A   | 2R  |     |  |  |  | 0     |
| Shanghai Masters        |     | 2R  | 2R  | 1R  | 1R  | A   | A   | 1R  |     |  |  |  | 0     |
| Paris Masters           | A   | A   | 2R  | 1R  | 1R  | A   | A   | 2R  |     |  |  |  | 0     |
| Vitórias-Derrotas       | 0-2 | 2-4 | 8-9 | 6-9 | 4-7 | 2-5 | 0-0 | 8-8 |     |  |  |  | 30-44 |
| Ranking de final de ano | 85  | 36  | 31  | 37  | 33  | 125 | 65  | 37  |     |  |  |  | NDA   |

Estatísticas da Carreira (ATP)
| Torneio                | 2007   | 2008    | 2009    | 2010    | 2011    | 2012    | 2013    | 2014    | 2015    | 2016    | 2017 | 2018 | 2019 | Total     |
| ---------------------- | ------ | ------- | ------- | ------- | ------- | ------- | ------- | ------- | ------- | ------- | ---- | ---- | ---- | --------- |
| Títulos-Finais         | 0-0    | 0-0     | 1-2     | 1-1     | 0-0     | 1-2     | 0-0     | 0-0     | 1-1     | 0-1     |      |      |      | 4-7       |
| Vitórias-Derrotas      | 0-1    | 4-15    | 21-18   | 34-25   | 25-25   | 27-22   | 8-18    | 17-13   | 30-30   | 4-4     |      |      |      | 170-171   |
| Ranking (final do ano) | 202    | 85      | 36      | 31      | 37      | 33      | 125     | 65      | 37      |         |      |      |      | N/D       |
| Premiação (em dólares) | 26.822 | 201.015 | 390.781 | 629.308 | 639.353 | 532.152 | 255.751 | 380.517 | 731.423 | 117.045 |      |      |      | 4.211.136 |

## Fonte
- Estatísticas, Títulos e etc. ATP World Tour, atpworldtour.com - Visitado em 18/07/2016